# Thoralds Hus
Thoralds Hus er en fredet bindingsværksbygning, der ligger i Tilst ved Aarhus. Bygningen er opført fra omkring 1750 og blev fredet den 21. marts 2012. Den ligger ved siden af Tilst Kirke.